# Palisota hirsuta
Palisota hirsuta là một loài thực vật có hoa trong họ Commelinaceae. Loài này được (Thunb.) K.Schum. mô tả khoa học đầu tiên năm 1897.